# Haris Mehmedagić
Haris Mehmedagić (Zágráb, 1988. március 29. –) bosnyák labdarúgó.

## Pályafutása

### Klubcsapatokban
Mehmedagić a horvát NK Zagreb akadémiáján nevelkedett, a felnőtt csapatban 2006-ban mutatkozott be. 2011 és 2013 között harminchárom élvonalbeli és másodosztályú mérkőzésen lépett pályára a Vasas SC mezében. 2019 óta az FK Zvijezda 09 játékosa.

### Válogatott
Mehmedagić tagja volt a 2005-ös U17-es labdarúgó-Európa-bajnokságon szerepelt horvát csapatnak. 2009-ben egy alkalommal pályára lépett a bosnyák U21-es válogatottban.